# تاجية
تاجية قرية سوريّة تتبع إداريّاً لمحافظة حلب منطقة عين العرب ناحية مركز شيوخ تحتاني، بلغ تعداد سكانها 280 نسمة حسب التعداد السكاني لعام 2004.